# Eva & Adele
EVA & ADELE sont un couple d'artistes allemandes vivant à Berlin. Elles sont surtout connues pour leurs performances, mais sont également présentes dans des expositions avec des œuvres matérielles (photographie, vidéo et peinture) depuis 1997.

## Biographie
EVA & ADELE prétendent avoir débarqué d'une machine à remonter le temps à Berlin après la chute du mur en 1989, se disant « jumelles hermaphrodites du futur ».
Elles font leur première apparition artistique en 1989. Elles apparaissent dans des costumes de femmes excentriques, souvent roses, des talons hauts, des sacs à main, avec des têtes rasées et des visages très maquillés. L'apparence stylisée illustre leur revendication en tant qu'œuvre d'art vivante, de la vie comme art et l'art comme la vie[Selon qui ?]. Bien que leur apparence ait une connotation féminine, elles prônent une identité de genre qui n'est pas définie par la société, mais qui est librement choisie. Un de leurs slogans est Over the Boundaries of Gender, « à travers les frontières de genre ».

Pour læ chercheur•e Rose K. Bideaux, l'ultra‑féminité d’EVA & ADELE doit s'appréhender en dehors de l’hétérosexualité : 

« d’abord parce qu’elles sont lesbiennes, mais aussi parce qu’elles ne répondent pas aux attendus de causalité sexe‑genre. »

Le duo affirme que, depuis leur rencontre, elles ont juré de ne jamais passer une nuit à part, ni de recevoir d'invités dans leur maison. Bien que se considérant au delà des frontières binaire du genre, elles forment un couple et choisissent de se marier en tant que deux femmes, pour entrer dans les cadres légaux binaires du genre imposés par la loi.
Eva a obtenu un changement de son identité de genre au tribunal ; sur la base de nombreux rapports psychiatriques et psychologiques, le juge a accédé à sa demande. Le certificat de naissance d'Eva est refait pour correspondre au genre féminin.
Elles apparaissent dans les expositions comme n'importe quel autre visiteur et communiquent avec les autres visiteurs. Elles sont également devenues des invitées régulières de défilés de mode pour leur assimilation au style camp.
Leur apparence artificielle ne permet de tirer aucune conclusion ; leur slogan, qui sert de référence, est : Coming out of Future.
Les photographies qui en résultent leur sont envoyées et elles les transforment. Elles forment la série CUM. EVA & ADELE traitent de la même manière les photographies qu'elles trouvent d'elles-mêmes dans les médias. Ce complexe d'œuvres s'appelle Mediaplastic. Dans leurs vidéos, elles abordent le comportement de personnes conventionnelles qui leur sont confrontées.
La démarche artistique d'EVA & ADELE est à rapprocher de celle de Genesis P-Orridge qui a cherché à ressembler à sa femme Lady Jaye, et inversement, en passant par le port des mêmes tenues, de la même coiffure ou du même maquillage. Le couple d’artistes étatsunien·nes est cependant allé plus loin qu’EVA & ADELE en procédant à des transformations chirurgicales, telles que la pose d’implants mammaires, ou à des modifications de la structure du visage.
FUTURING est un mot inventé par EVA & ADELE. Elles présentent pour la première fois ce mot dans un timbre imprimé en 1991 à l'occasion de leur performance Hochzeit Metropolis au Martin-Gropius-Bau, à Berlin. Depuis, ce mot futuring joue un rôle clé dans l'œuvre. Il est ensuite publié dans presque tous les médias artistiques, lors d'expositions et dans leurs programmes d'accompagnement.
Comme biographie, elles ne donnent que les mensurations de leur corps, comme les mesures d'une œuvre d'art :
|                        | Eva | Adele |
| Taille (hauteur)       | 176 | 161   |
| Tour de poitrine       | 101 | 86    |
| Ventre                 | 81  | 68    |
| Hanches                | 96  | 96    |
| Mesures en centimètres |     |       |

Elles ont été nommées par læ chercheur•e Rose K. Bideaux au prix AWARE 2025 dans la catégorie Nouveau Regard, qu'elles n'ont pas remporté.
Le 21 mai 2025, EVA & ADELE annoncent la mort d'Eva.